# Lene Marlin
Lene Marlin Pedersen (Tromsø, 17 agosto 1980) è una cantautrice, compositrice e musicista norvegese.
Ha debuttato nel 1998 riscuotendo un grande successo con il singolo Unforgivable Sinner, inserito nel suo album di debutto Playing My Game, di grande successo in Europa nel 1999 grazie anche ad altri singoli come Sitting Down Here e Where I'm Headed. Ha ripetuto il successo del primo disco, seppure con risultati lievemente minori, pubblicando il suo secondo album, Another Day, supportato dall'omonimo singolo, da You Weren't There e da Sorry. Minore successo ha invece ottenuto con il successivo Lost in a Moment, con il quale comunque si è fatta conoscere nel continente asiatico. Con il suo quarto disco, Twist the Truth, del 2009, ha riscosso un discreto successo in Norvegia.
Ha venduto più di 4 milioni di dischi in tutto il mondo e questo fa di lei una delle artiste norvegesi di maggior successo nella storia.

## Biografia

### Il successo diUnforgivable Sinner: gli esordi
Ha debuttato in Norvegia il 12 ottobre 1998 con il singolo Unforgivable Sinner, rimasto in testa alle classifiche locali per quattro settimane. È stato anche il singolo venduto più velocemente nella storia della musica norvegese, ed è apparso nella colonna sonora del film norvegese Schpaaa. Il singolo è stato seguito nel 1999 dal primo album Playing My Game, pubblicato come il singolo dall'etichetta discografica Virgin. Sempre nel 1999 ha vinto un MTV Europe Music Award come "miglior artista nordico". Il singolo Where I'm Headed, tratto dal film francese Mauvaises fréquentations, ha avuto un buon successo nelle classifiche di Francia e Italia. Il singolo Sitting Down Here, pubblicato nel 2000, è invece entrato nei primi cinque posti della classifica del Regno Unito. Playing My Game, promosso da questi singoli oltre che dalla pubblicazione internazionale di Unforgivable Sinner, che ha scalato le classifiche di tutta Europa, si è rivelato un grande successo vendendo più di tre milioni di copie in tutto il mondo e dominando le classifiche di mezza Europa.

### Il secondo album
Dopo una lunga assenza dalle scene, il 22 settembre 2003 è stato pubblicato Another Day, il suo secondo album, preceduto in luglio dal singolo You Weren't There, che a settembre ha raggiunto il primo posto in classifica in Norvegia e in Italia. Nel febbraio 2004 è invece stato pubblicato il secondo singolo Another Day, uscito solo in Norvegia e Italia, mentre a giugno, solo in Italia, è uscito il terzo singolo Sorry. Another Day ha riscosso un discreto successo, ma non paragonabile a quello del disco precedente. Seguirà un'altra assenza musicale di quasi due anni.

### Lost in a Moment
Il suo terzo album, Lost in a Moment, è stato pubblicato in Italia il 17 giugno 2005 e il singolo che ne ha preannunciato l'arrivo era How Would It Be. Il secondo singolo è stato What If, lanciato nel mese di settembre dello stesso anno. In Europa Lost in a Moment non ha riscosso il successo previsto, divenendo il suo primo album a non raggiungere la vetta in Norvegia (si è fermato alla quarta posizione) e il primo a non entrare nella top 10 italiana (restando alla quindicesima posizione).
Al contrario in Asia, dove la cantante norvegese era ancora poco conosciuta, il disco si è rivelato un successo imprevisto, dopo un viaggio in Taiwan e in Cina nell'ottobre del 2005 per promuovere la versione locale di Lost in a Moment, che includeva anche un bonus track, Still Here, cover di una canzone di una famosa cantante cinese, Faye Wong. La visita si rivelò riuscita: questa serie di eventi le ha garantito un'esibizione e un'apparizione come ospite all'MTV di Taiwan e altre varie apparizioni televisive.
Ha scritto insieme al cantante Espen Lind una canzone intitolata Venn, interpretata dai due autori e da molti altri artisti norvegesi e inclusa in un omonimo album, per un'operazione di beneficenza rivolta alle vittime del Maremoto dell'Oceano Indiano del 2004.
La sua casa discografica ha affermato che Lost in a Moment è stato l'album di un cantante non asiatico più venduto nel corso del 2005 in Cina e Taiwan: si stimano, infatti, 150.000 copie vendute solo a Taiwan conquistando 3 dischi di platino. Nel mese di maggio del 2006 Lene Marlin annuncia di aver lavorato con la band svizzera Lovebugs per un duetto nella canzone Avalon. Uscito verso la fine del 2006, il singolo raggiunse la top 10 in Svizzera e la top 20 in Norvegia.

### Il quarto album
Nel 2008 ha scritto una canzone per Rihanna: Good Girl Gone Bad, in attesa della pubblicazione del suo quarto album, uscito in Norvegia, suo paese natale, il 30 marzo 2009 e intitolato Twist the Truth. Ha conquistato il disco d'oro in Norvegia per le oltre 17 000 copie vendute ed è stato promosso dal singolo Here We Are. Tra il 2009 e il 2010 ha avuto due collaborazioni con Aleksander With, vincitore nel 2006 del reality norvegese Idol: il duetto Worth it, di cui Lene Marlin ha anche realizzato un video nel gennaio 2010, e It's About Time. Le due canzoni sono incluse nella tracklist dell'album Still Awake di With. Nell'ottobre 2010 Lene Marlin ha collaborato con Elin Gaustad, vincitrice dell'X Factor norvegese nel 2009, scrivendo Picking up the pieces e Whole new beginning.
Nel 2017 diventa coach nella versione norvegese del talent show The Voice.

### Vita privata
Lene è cresciuta dai tre ai sei anni nel villaggio di Stordalstrand, costituito da sei abitazioni, insieme ai genitori ed al fratello maggiore Rune, per poi trasferirsi nella vicina cittadina di Tromsø dove è rimasta fino alla maggiore età. In seguito si è trasferita ad Oslo per motivi lavorativi e nel 2008 a Londra.
Nel 2014 Lene ha dichiarato ad Aftenposten di aver tentato di suicidarsi quando aveva 19 anni a seguito di un crollo emotivo dovuto alla sua improvvisa notorietà e alle pressioni lavorative che ne conseguivano.
Lene ha una relazione con l'attore norvegese Kåre Conradi dal 2008. La coppia ha una figlia, Ellie, nata nel mese di ottobre del 2020.

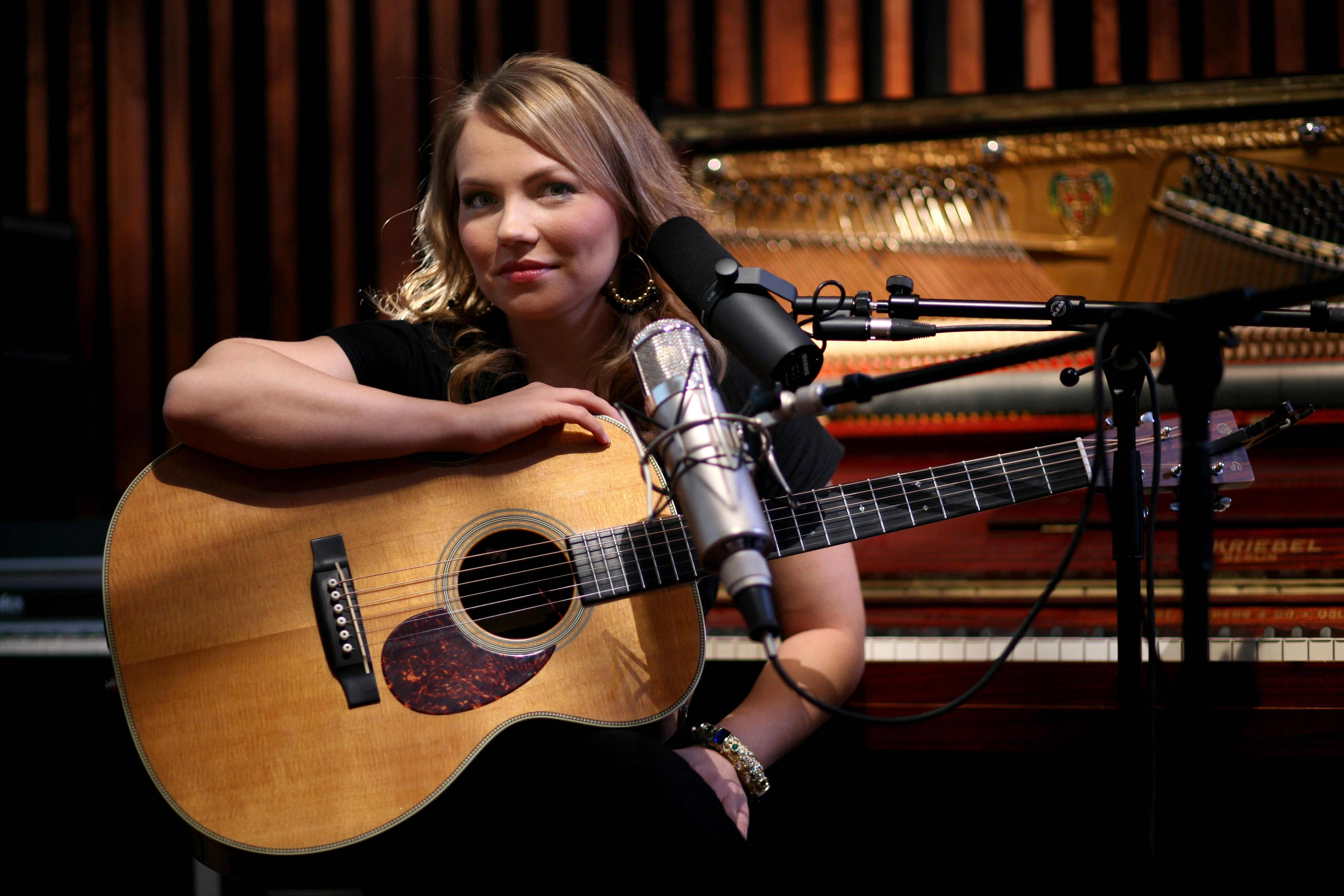
Lene Marlin nel 2010

## Discografia

### Album
- 1999 – Playing My Game
- 2003 – Another Day
- 2005 – Lost in a Moment
- 2009 – Twist the Truth

### Raccolte
- 2013 – Here We Are: Historier så langt

### Singoli
- 1998 – Unforgivable Sinner
- 1999 – Sitting Down Here
- 2000 – Where I'm Headed
- 2003 – You Weren't There
- 2003 – Another Day
- 2003 – Sorry (Solo in Italia)
- 2005 – How Would It Be
- 2005 – What If
- 2005 – Still Here (Solo in Giappone)
- 2006 – Avalon
- 2009 – Here We Are
- 2013 – Is It True
- 2013 – Kansckje du behøver noen
- 2013 – Engler i sneen

## Riconoscimenti
Ha vinto quattro premi: Miglior artista pop, Miglior Singolo (Sitting Down Here), Miglior Artista Emergente e Miglior Artista dell'anno degli Spellemannprisen award nel 1999, e l'MTV Europe Award (Best Nordic Act), presentato a Dublino, Irlanda, nel novembre 1999, (già sopracitato).